# Ferro-ferri-pedrizite
La ferro-ferri-pedrizite (simbolo IMA: Ffpd) è un rarissimo minerale del supergruppo dell'anfibolo, all'interno del quale viene collocato nel "gruppo degli anfiboli con W(OH,F,Cl)-dominante" e da lì al sottogruppo degli anfiboli di litio dove occupa un posto nel "gruppo contenente la radice pedrizite nel nome"; essendo un anfibolo, appartiene agli inosilicati e pertanto alla famiglia minerale dei "silicati", e possiede composizione chimica NaLi2(Fe2+2Fe3+2Li)Si8O22(OH)2.
La ferro-ferri-pedrizite è definita con:
- catione sodio dominante in posizione A
- catione ferro ferroso Fe2+ dominante in posizione C2+
- catione ferro ferrico Fe3+ dominante in posizione C3+
- anione idrossile dominante in posizione W.

## Etimologia e storia
Il minerale è stato scoperto nella parte orientale del massiccio de La Pedriza nella Sierra de Guadarrama (in Spagna) e chiamato sodic-ferri-ferropedrizite nel 2003. Il nome è stato poi cambiato in ferro-ferri-pedrizite con la revisione della nomenclatura degli anfiboli del 2012.

## Classificazione
La classica nona edizione della sistematica dei minerali di Strunz, aggiornata dall'Associazione Mineralogica Internazionale (IMA) nel 2009, elenca la ferro-ferri-pedrizite con il nome sodic-ferri-ferropedrizite e la colloca nella classe "9. Silicati (germanati)" e da lì nella sottoclasse "9.D Inosilicati"; questa viene suddivisa più finemente in base alla struttura cristallina del minerale, in modo tale che la ferro-ferri-pedrizite possa essere trovata nella sezione "9.DE Inosilicati con catene doppie di periodo 2, Si4O11; clinoanfiboli" dove forma il sistema nº 9.DE.05 insieme a molti altri anfiboli.
Questa classificazione viene in gran parte mantenuta invariata anche nell'edizione successiva, proseguita dal database "mindat.org", nella quale la ferro-ferri-pedrizite resta nelle stesse classe, sottoclasse e sezione, ma viene smistata nel sistema nº 9.DE.25.
Nella Sistematica dei lapis (Lapis-Systematik) di Stefan Weiß la ferro-ferri-pedrizite si trova nella classe dei "silicati" e nella sottoclasse degli "inosilicati"; qui è nella sezione dei minerali con struttura "[Si4O11]6- a due bande; gruppo anfibolo; anfiboli alcalini" dove forma il sistema nº VIII/F.08.
Anche la classificazione dei minerali secondo Dana, usata principalmente nel mondo anglosassone, elenca la ferro-ferri-pedrizite nella famiglia dei "silicati", qui è nella classe degli "inosilicati: catene doppie non ramificate, W=2" e nella sottoclasse degli "inosilicati: catene doppie non ramificate, configurazione anfibolo W=2" dove forma il "gruppo 1, anfiboli con Mg-Fe-Mn-Li (monoclino)" con il sistema nº 66.01.01.

## Abito cristallino
La ferro-ferri-pedrizite cristallizza nel sistema monoclino nel gruppo spaziale C2/m (gruppo nº 12) con le costanti di reticolo a = 9,496(4) Å, b = 17,883(8) Å, c = 5,297(2) Å e β = 102,06(3)°, oltre ad avere 2 unità di formula per cella unitaria.

## Origine e giacitura
La ferro-ferri-pedrizite è stata trovata nell'episienite in paragenesi con albite, andradite, annite, apatite, clino-ferro-ferri-holmquistite, clinozoisite, clorite, egirina-augite, ematite, ferri-leakeite, ferri-ottoliniite, ferri-pedrizite, ferro-actinolite, magnetite, microclino, minerali argillosi, muscovite, plagioclasio, quarzo, tainiolite, titanite e zircone.
Si è formata per desilicizzazione e albitizzazione del granito porfirico ricco di cordierite per azione di fluidi acquosi non magmatici a bassa salinità a temperature vicine ai 520 °C.
Il minerale è molto raro ed è stato trovato solo nella sua località tipo, Arroyo de la Yedra (40.77596°N 3.84264°W) presso Manzanares el Real (comunità autonoma di Madrid).

## Forma in cui si presenta in natura
La ferro-ferri-pedrizite è stata scoperta sotto forma di aggregati granoblastici da semi-edrali a edrali, o come microinclusioni. Il minerale è traslucido con lucentezza vitrea; il colore è nero, mentre quello del suo striscio è grigio.